# Max Steer
Max Steer (* 5. Mai 1931; † 21. Dezember 2009 in Fürstenfeldbruck) war ein deutscher Bürgermeister (CSU).

## Werdegang
Steer war von Beruf Sonderschullehrer. Ende der 1950er Jahre wurde er nach Fürstenfeldbruck versetzt und wurde dort später Direktor der Sonderschule. Er war von 1963 bis 1973 Vorsitzender des CSU-Ortsverbandes und von 1966 an Mitglied im Stadtrat. Von 1972 bis 1978 war er Zweiter Bürgermeister und von 1978 bis 1990 Bürgermeister der Stadt Fürstenfeldbruck.
Während seiner Amtszeit wurde die Infrastruktur ausgebaut. Er realisierte 1978 den Ankauf der Grundstücke und Ökonomiegebäude in Fürstenfeld vom Wittelsbacher Ausgleichsfonds, in denen heute das Veranstaltungsforum untergebracht ist, sowie den Umbau der Aumühle zur Stadtbibliothek. Außerdem leitete er den raschen Ausbau der Stadtumgehung der Bundesstraße 471 ein. 
Gegen Ende seiner Amtszeit spaltete sich der Ortsverband der CSU in zwei Lager. Dies war ursächlich für seine Niederlage bei der Bürgermeisterwahl im Frühjahr 1990.